# Редкіно (Ленінградська область)
Редкіно (рос. Редкино) — присілок у Волосовському районі Ленінградської області Російської Федерації.
Населення становить 31 особу. Належить до муніципального утворення Сабське сільське поселення.

## Історія
Від 1 серпня 1927 року належить до Ленінградської області.

## Населення
| 1838 | 1862 | 1997 | 2007 | 2010 | 2014 | 2017 |
| ---- | ---- | ---- | ---- | ---- | ---- | ---- |
| 149  | ↘84  | ↘31  | ↘29  | ↘25  | →25  | ↗31  |